# Райхельт, Пауль
Пауль Райхельт (нем. Paul Reichelt; 29 марта 1898, Нойзальца-Шпремберг, Саксония, Германская империя — 15 июля 1981, Мюнхен, ФРГ) — немецкий военачальник, генерал-лейтенант вермахта.

## Биография
С 1915 года добровольцем участвовал в Первой мировой войне. С декабря 1923 года служил лейтенантом в 11 Саксонском пехотном полку, в 1931 году назначен командиром этого полка.
Участник Второй мировой войны. В 1938—1941 годах командовал 7 пехотным дивизионом. В 1941—1943 — начальник штаба IX армейского корпуса. В июне-июле 1943 года — командир 111 пехотного полка. В августе-декабре 1943 г. — начальник штаба XII армейского корпуса. В январе-марте 1944 г. — командир 299 пехотной дивизии. В марте-ноябре 1944 г. — начальник штаба оперативной группы «Нарва».
С ноября 1944 по апрель 1945 года — начальник штаба 25-й армии нацистской Германии (в Нидерландах). В апреле-мае 1945 года — начальник штаба «Крепости Голландия» (Festung Holland). 5 мая 1945 года сдался британским войскам.
После окончания Второй мировой войны служил в бундесвере в звании Генерал-майора. C 1 апреля 1957 по 31 марта 1959 года — командир 1-й танковой дивизии в Ганновере .
В 1928 году ему был присвоен чин обер-лейтенанта, позже гауптмана, майора, в 1940 году — оберст-лейтенанта. В 1942 г. — оберста. Генерал-майор с 1 апреля 1944 г., Генерал-майор с 20 апреля 1945 года.

## Награды
- Железный крест 2-го класса
- Бронзовая медаль Фридриха Августа
- Нагрудный знак «За ранение» в чёрном
- Почётный крест Первой мировой войны 1914/1918 с мечами (1934)
- Медаль «За выслугу лет в Вермахте» 4-го, 3-го, 2-го и 1-го класса (25 лет)
- Пряжка к Железному кресту 2-го класса
- Железный крест 1-го класса
- Немецкий крест в золоте (25 апреля 1942)
- Медаль «За зимнюю кампанию на Востоке 1941-1942» (1942)
- Рыцарский крест Железного креста (10 августа 1944)
- Орден «За заслуги перед Федеративной Республикой Германия», командорский крест
- Баварский орден «За заслуги»